# Los incas del Gran Poder
Los incas del Gran Poder es el nombre con que se conoce popularmente a una pareja de bailarines bolivianos formada por Miguel Franco de la Cuenca y Alejandro Ledezma que alcanzaron notoriedad al participar en la Fiesta del Gran Poder en La Paz, Bolivia, en 2023.

## Historia y controversias por discriminación
Ambos bailarines se hicieron famosos el año 2022 al bailar la danza incas en la festividad folclórica del Gran Poder en la ciudad de La Paz, en Bolivia. En esa oportunidad, fueron parte de la fraternidad Raymis y destacaron por sus disfraces y sus físicos musculados.
A inicios de 2023 la pareja confirmó su participación en el Carnaval de Oruro, sin embargo, pocos días después, el presidente de la Asociación de Conjuntos Folklóricos del Carnaval de Oruro (ACFO) declaró que ambos bailarines violaban las normas del Carnaval por sus vestimentas y que su participación, que se hizo tan popular, iba en contra de la connotación religiosa y devocional de esta entrada. Esta negativa ocasionó que ambos bailarines decidieran no participar. Sin embargo, uno de ellos participó en el Anata de la ciudad de El Alto, en una fraternidad de chutas. Además, ambos han garantizado su presencia en la festividad del Gran Poder para 2023.
La controversia por la negativa de la ACFO se amplificó en las redes sociales. Muchos dijeron que esta institución debería preocuparse por asuntos más graves, como el excesivo consumo de alcohol en el Carnaval de Oruro, y que en realidad la censura resulta hipócrita o de doble moral. Según muchos, la respuesta de la ACFO no solo puso de manifiesto un actuar discriminatorio contra las personas LGBT, dado que ambos incas son gay, sino que comenzó una ola de mensajes de odio en las redes sociales.
Según el investigador y activista David Aruquipa, negarles la participación a los incas en el Carnaval de Oruro demuestra el carácter conservador y homofóbico de una parte de la sociedad boliviana. Además, la orientación sexual no suele ser un factor de exclusión en las festividades folklóricas bolivianas, dado que la Familia Galán participa hace muchos años en entradas folklóricas; además, que las manifestaciones culturales cambian y se adaptan a los tiempos. Ante esta situación, ambos incas dijeron que estaban analizando interponer una denuncia contra el presidente de la ACFO por discriminación.

## Vida personal
Ambos incas son modelos y fisicoculturistas. Miguel Franco de la Cuenca nació en La Paz y Alejandro Ledezma en Cochabamba. Son pareja y en junio de 2022 comentaron que les gustaría casarse a orillas del mar, dado que en Bolivia el matrimonio homosexual aún no es legal.